# Sindacato italiano alta moda
Le Sindacato italiano alta moda (SIAM) a été fondé en 1953 par Emilio Schuberth (it), Vincenzo Ferdinandi, les Sorelle Fontana, Alberto Fabiani (it), Giovannelli-Sciarra (it), Simonetta (it), Mingolini-Guggenheim (it), Eleonora Garnett et Jole Veneziani en désaccord avec Giovanni Battista Giorgini (en) pourtant considéré comme le fondateur de la couture en Italie[source insuffisante].